# Tårnby

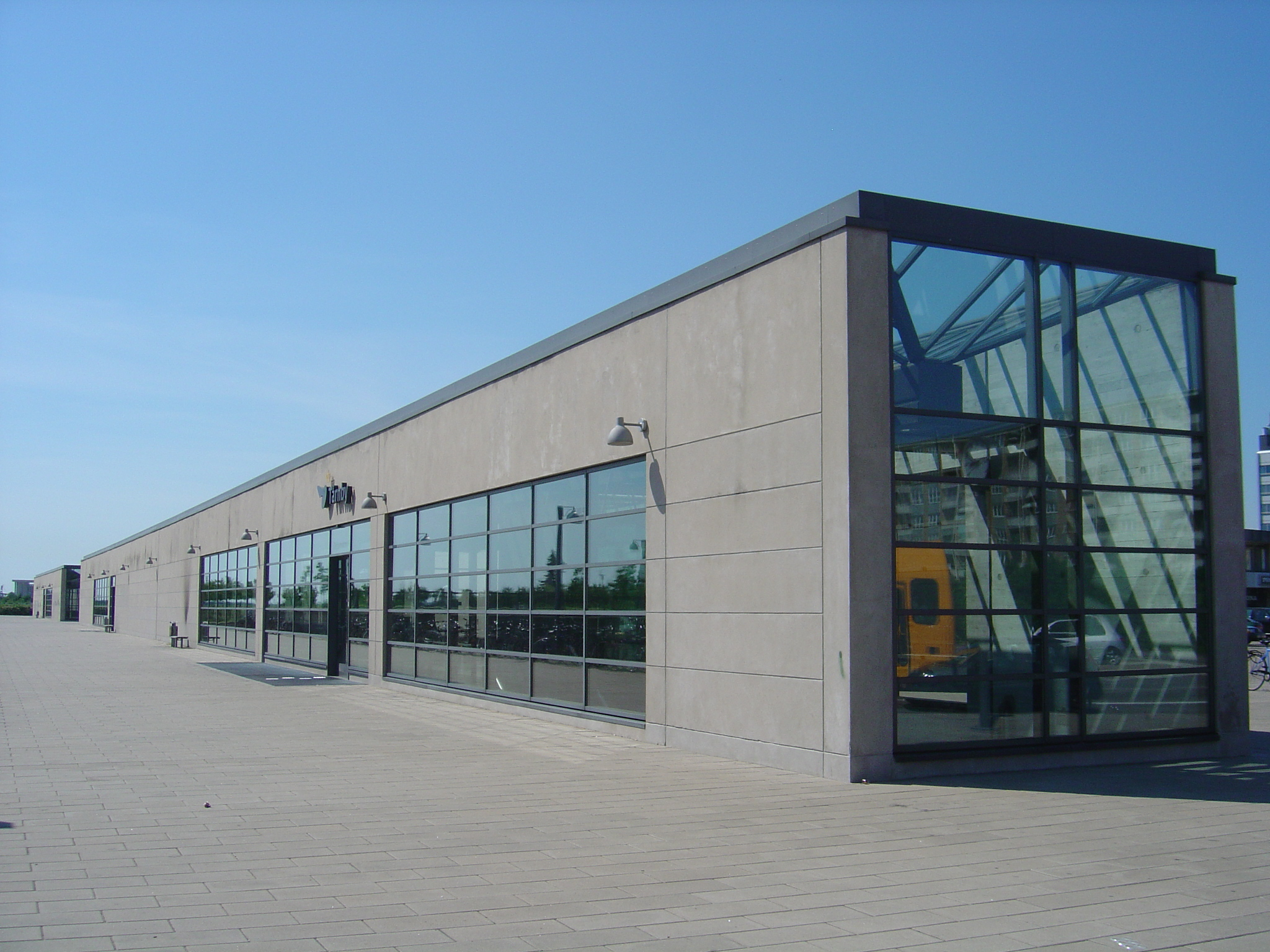
Tårnby station

Tårnby är en ort i Tårnby kommun ungefär mitt på ön Amager i Danmark och är en förort till Köpenhamn. Orten har en station på Öresundsbanan mellan stationerna Kastrup och Ørestad. Tårnby är vänort till Alingsås.